# James E. Briggs

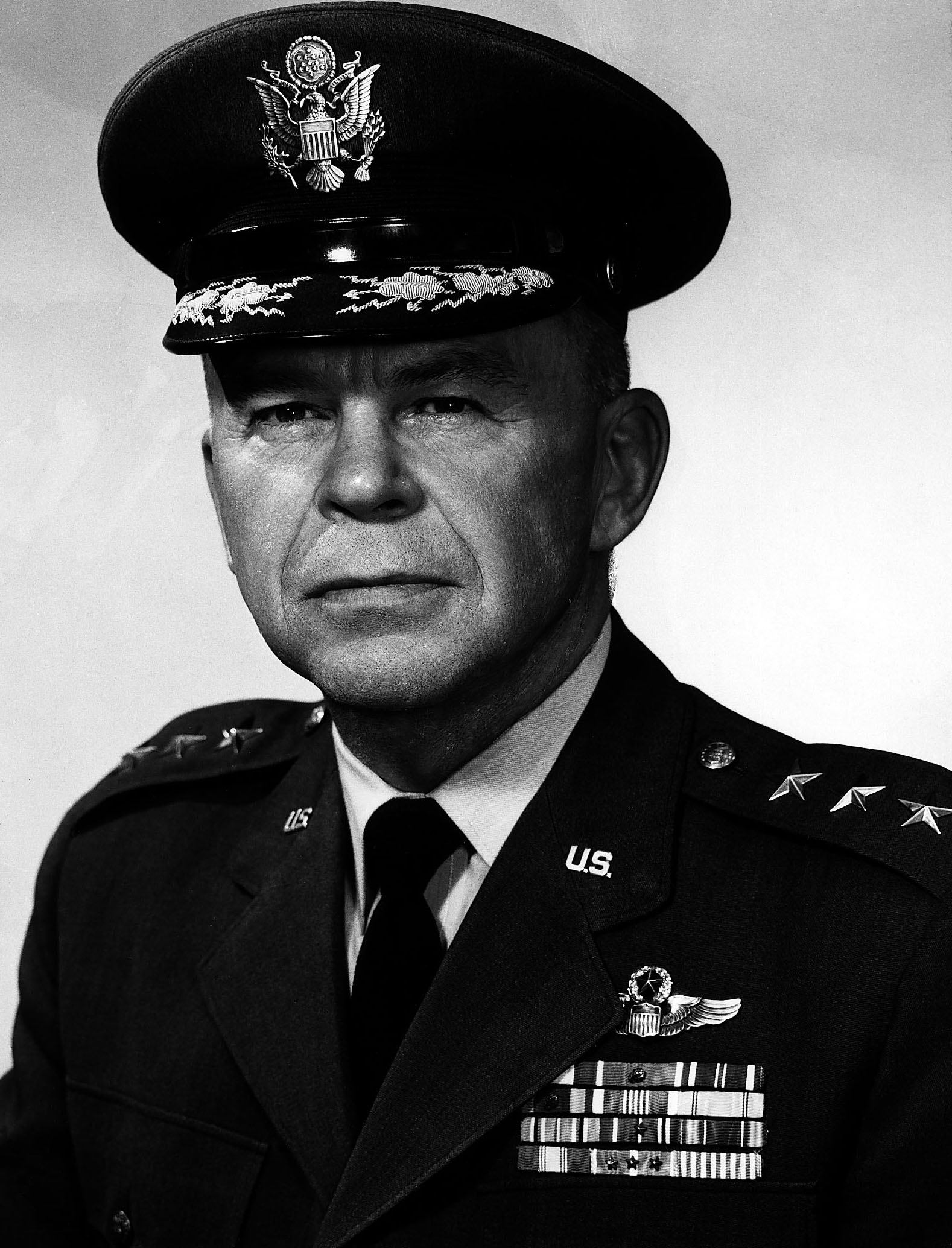
James E. Briggs

James Elbert Briggs (* 5. Mai 1906 in Rochester, New York; † 25. Februar 1979 in Albuquerque, New Mexico) war ein Generalleutnant der United States Air Force. Er war unter anderem der 2. Superintendent der United States Air Force Academy.

## Leben
James Briggs war ein Sohn von Hauptmann Benjamin Robert Briggs (1873–1930) und dessen Frau Marion R. Cypert (1874–1930). Zwischen 1920 und 1924 besuchte er die New York Military Academy und in den Jahren 1924 bis 1928 absolvierte er die United States Military Academy in West Point. Nach seiner Graduation wurde er als Leutnant der Feldartillerie zugeteilt. In der Armee bzw. ab 1947 in der Luftwaffe durchlief er anschließend alle Offiziersränge vom Leutnant bis zum Drei-Sterne-General.
Im Jahr 1930 entschied sich Briggs für eine Laufbahn als Pilot beim damaligen United States Army Air Corps, aus dem 1941 die United States Army Air Forces und dann im Jahr 1947 die United States Air Force hervorgingen. Auf dem Kelly Field, der späteren Lackland Air Force Base, absolvierte er die Advanced Flying School. In der Folge war er als Pilot an verschiedenen Standorten in den Vereinigten Staaten stationiert. Im Jahr 1934 belegte er auf dem Chanute Field in Illinois einen zehnmonatigen Kurs an der dortigen Air Corps Technical School.
Zwischen August 1935 und August 1937 war James Briggs auf Hawaii stationiert. Auf dem dortigen Wheeler Field kommandierte er die 19. Verfolgungsschwadron (19th Pursuit Squadron). Es folgte eine Versetzung zum Selfridge Field in Michigan, der heutigen Selfridge Air National Guard Base. Bei der dort stationierten 1st Pursuit Group bekleidete er bis 1940 verschiedene Positionen in deren Stab. Anschließend kehrte er zur Militärakademie nach West Point zurück, wo er in den folgenden zwei Jahren als Mathematiklehrer tätig war. In diese Zeit fiel der amerikanische Eintritt in den Zweiten Weltkrieg.
Zwischen Mai 1942 und September 1943 war er Stabsoffizier (operations officer) beim 8. Luftkampfkommando in Europa (Eighth Air Force Fighter Command in Europe). Anschließend wurde er zum Stab des Kriegsministeriums versetzt. Dort war er in der für den europäischen Kriegsschauplatz zuständigen Abteilung für Luftangelegenheiten tätig (Air officer of the European Section of the War Department General Staff).
Zwischen März und Dezember 1945 war Briggs stellvertretender Kommandeur des North Atlantic Divisions Air Transport Command. Danach gehörte er der Stabsabteilung für Planungen des Air Transport Command an. Im April 1946 wurde er Mitglied der in Washington, D.C. ansässigen Central Intelligence Group, die im Nachrichtendienst tätig war.
Im August 1947 wurde er nach Colorado Springs versetzt, wo er bis April 1948 Stabschef der 15. Luftflotte war. Im September 1947 wurde er in die neu gegründete US Air Force übernommen. Im April 1948 erhielt er auf der Spokane Air Force Base der heutigen Fairchild Air Force Base im Bundesstaat Washington das Kommando über das 92. und das 98. Bombergeschwader (92th Bombardment wing and 98th Bombardment wing). Diese Aufgabe nahm er bis Dezember 1948 wahr. Nach seiner in jenem Monat erfolgten Beförderung zum Brigadegeneral wurde James Briggs auf die MacDill Air Force Base in Florida versetzt. Dort erhielt er den Oberbefehl über das 306. und 307. Bombergeschwader (306th and 307th Bombardment wings).
Zu Beginn des Koreakriegs wurde er im August 1950 stellvertretender Kommandeur des amerikanischen Bomberkommandos für den Fernen Osten (deputy commander of the Far East Air Forces Bomber Command). Dessen Hauptquartier befand sich zunächst auf Okinawa und später auf dem japanischen Festland. Zwischen Januar und Juni 1951 war Briggs Kommandeur dieses Kommandos. Im Juni 1951 wurde er auf die March Air Force Base in Kalifornien versetzt. Dort wurde er stellvertretender Kommandeur der 15. Luftflotte. Dieses Amt hatte er bis zum November 1951 inne. Seit Oktober 1951 bekleidete er den Rang eines Generalmajors.
Danach gehörte er bis 1956 dem in verschiedenen Funktionen dem Stab des Hauptquartiers der Luftwaffe an. Dabei war er unter anderem Mitglied eines gemeinsamen Verteidigungsrats zwischen den Vereinigten Staaten und Kanada (Member of the Permanent Joint Board on Defense, Canada-United States).
Am 28. Juli 1956 wurde James Briggs als Nachfolger von Hubert R. Harmon zweiter Leiter (Superintendent) der United States Air Force Academy. Dieses Amt bekleidete er bis zum 17. August 1959, als er von William S. Stone abgelöst wurde. Danach wurde er auf die Randolph Air Force Base in Texas versetzt, wo er unter Beförderung zum Generalleutnant das Kommando über das damalige Air Training Command, einen Vorläufer des späteren Air Education and Training Command, erhielt. Dieses Amt bekleidete er bis zum Jahr 1963. Am 1. August dieses Jahres schied er aus dem aktiven Militärdienst aus.
Später war er unter anderem Mitglied bei Rotary International, dem Order of Daedalians, einer amerikanischen Pilotenvereinigung und der Handelskammer von San Antonio. Der mit Katherine Seidel (1907–1985) verheiratete Offizier starb am 25. Februar 1979 und wurde auf dem Friedhof der Air Force Academy in Colorado Springs beigesetzt.

## Orden und Auszeichnungen
James Briggs erhielt im Lauf seiner militärischen Laufbahn unter anderem folgende Auszeichnungen:
- Army Distinguished Service Medal
- Air Force Distinguished Service Medal
- Legion of Merit
- Distinguished Flying Cross
- Air Medal